# Forêt nationale de Tongass
La forêt nationale de Tongass (en anglais, Tongass National Forest) est une forêt américaine située dans l'État de l'Alaska, protégée au niveau fédéral. Elle s'étend sur 69 000 km2, ce qui en fait la plus grande forêt nationale des États-Unis. La majeure partie de sa superficie est une forêt pluviale tempérée et est suffisamment éloignée pour abriter de nombreuses espèces de flore et de faune rares et menacées. La forêt, qui est gérée par le Service des forêts des États-Unis, englobe les îles de l’archipel Alexandre, les fjords et les glaciers, ainsi que les sommets des montagnes côtières.
Elle comprend également les monuments nationaux de Misty Fiords et d'Admiralty Island. L’Alaska Wilderness League décrit la forêt de Tongass comme « l’une des dernières forêts pluviales tempérées intactes au monde ».

## Géographie
Elle est considérée comme la plus grande forêt tempérée humide subsistant au monde.
La majorité des 6,9 millions d'hectares de la forêt nationale de Tongass est constituée de glaciers, de rochers ou de broussailles. Bien que sa superficie soit immense, environ 40 % est composée de zones humides, de neige, de glace, de roches et de végétation non forestière, tandis que les 40 000 km² restants sont boisés. L'industrie et les écologistes se disputent les terres boisées où se dressent encore de grands conifères poussant sur des sites peu élevés.
La forêt de Tongass possède une météorologie particulière : les précipitations atteignent 370 cm par an.

## Écosystème
Appartenant aux forêts de conifères de la côte du Pacifique, elle constitue un écosystème exceptionnellement riche en biomasse qui contient plus de matière organique par hectare que les autres, y compris les forêts tropicales. Sans compter les forêts d'algues, tout aussi luxuriantes, qui couvrent les rivages de Tongass à chaque marée basse.
La forêt de Tongass représente désormais non seulement la plus importante réserve de grands arbres des États-Unis, mais aussi près d'un tiers des forêts pluviales tempérées qui subsistent à l'état primaire ou peu exploité sur la planète.

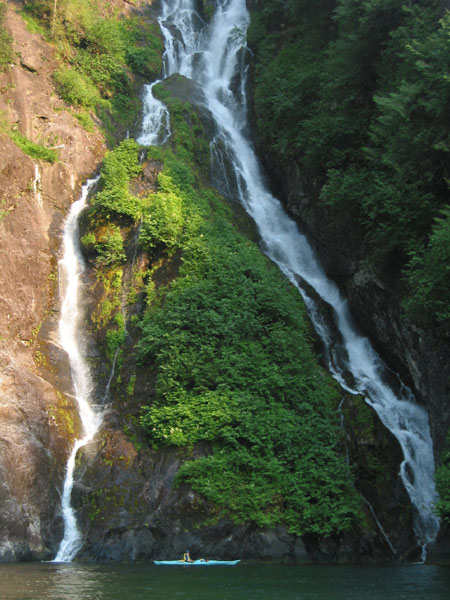
Les chutes des Misty Fjords
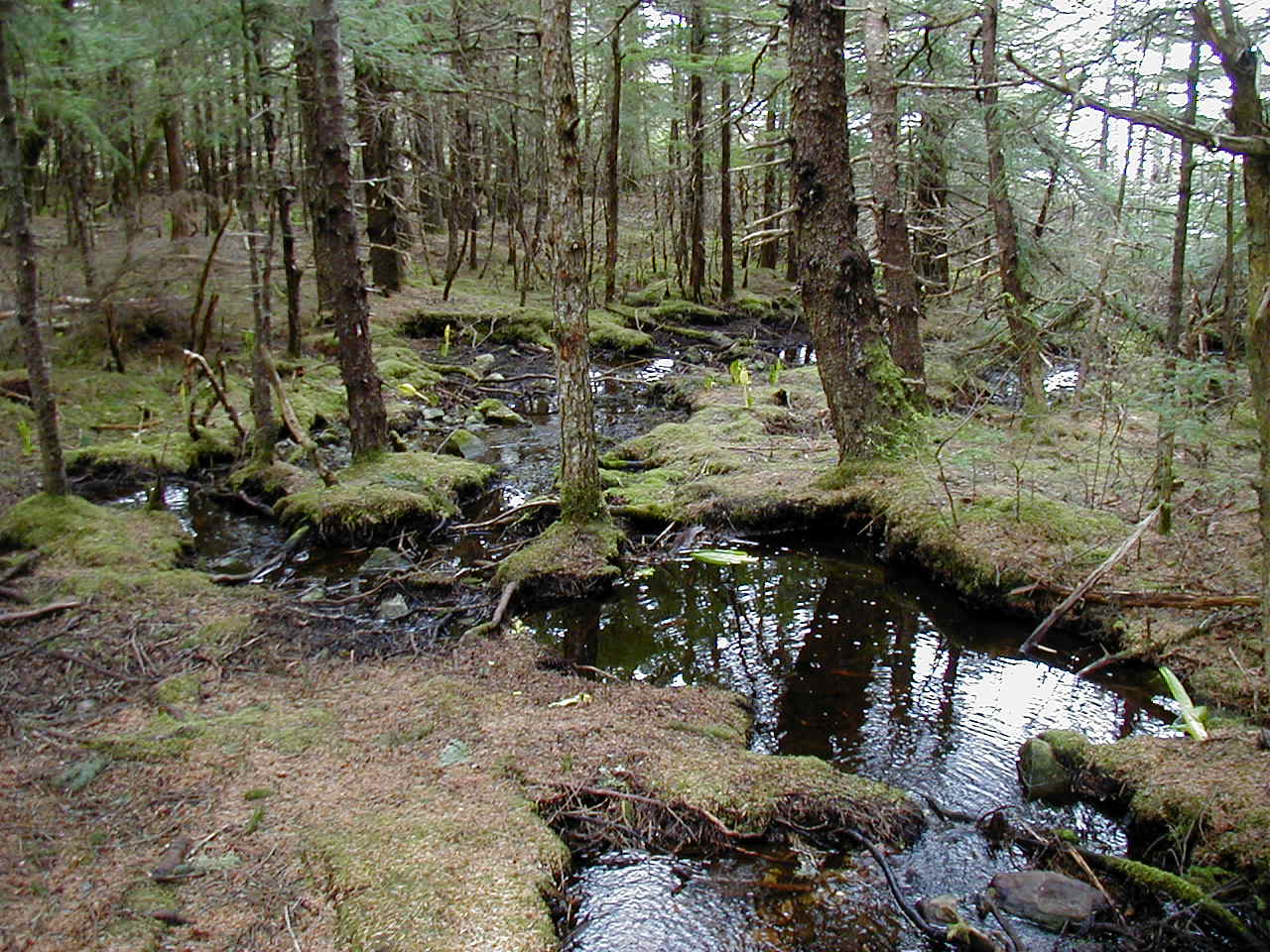
Cours d'eau
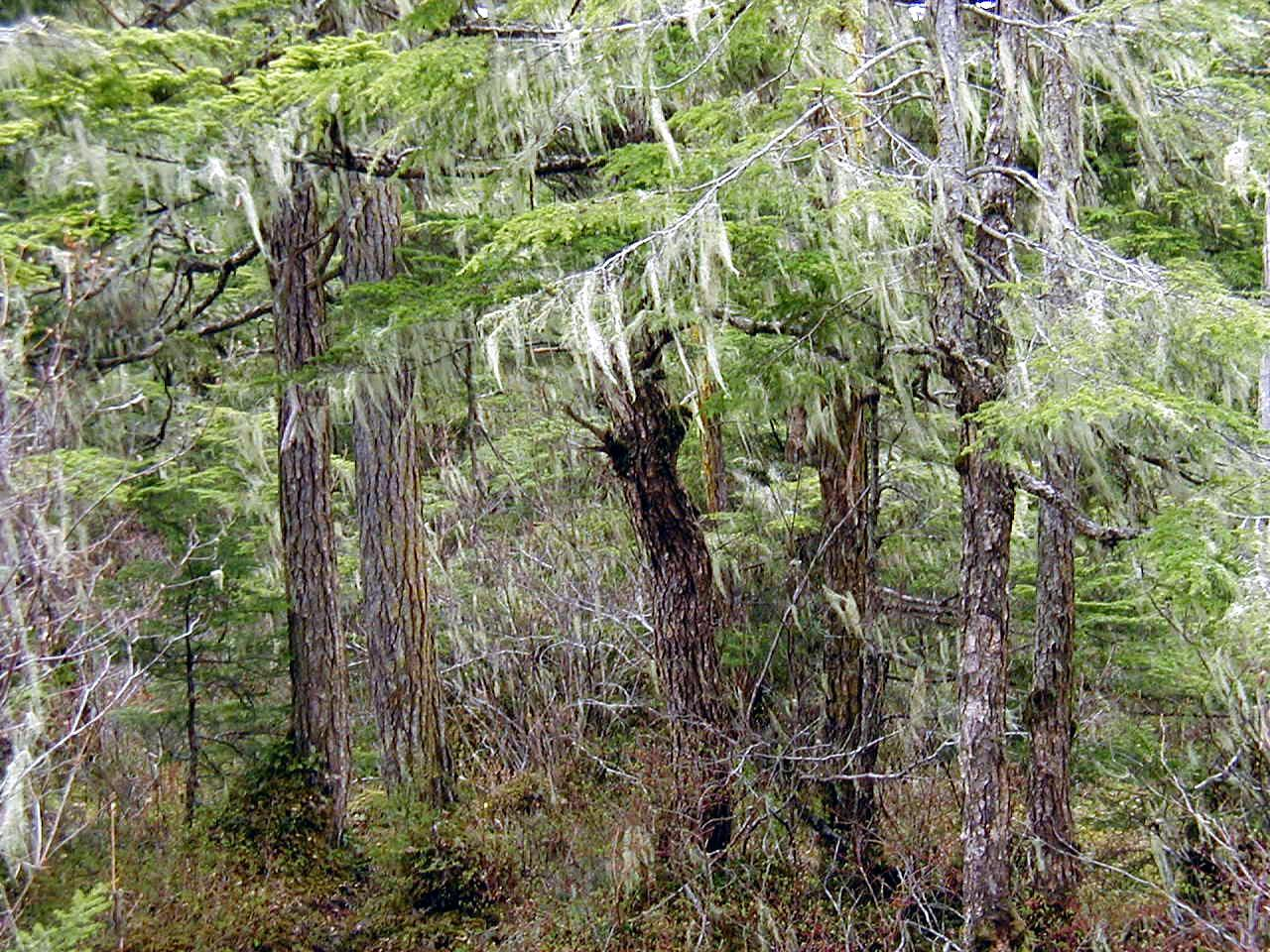
Old ManBeard
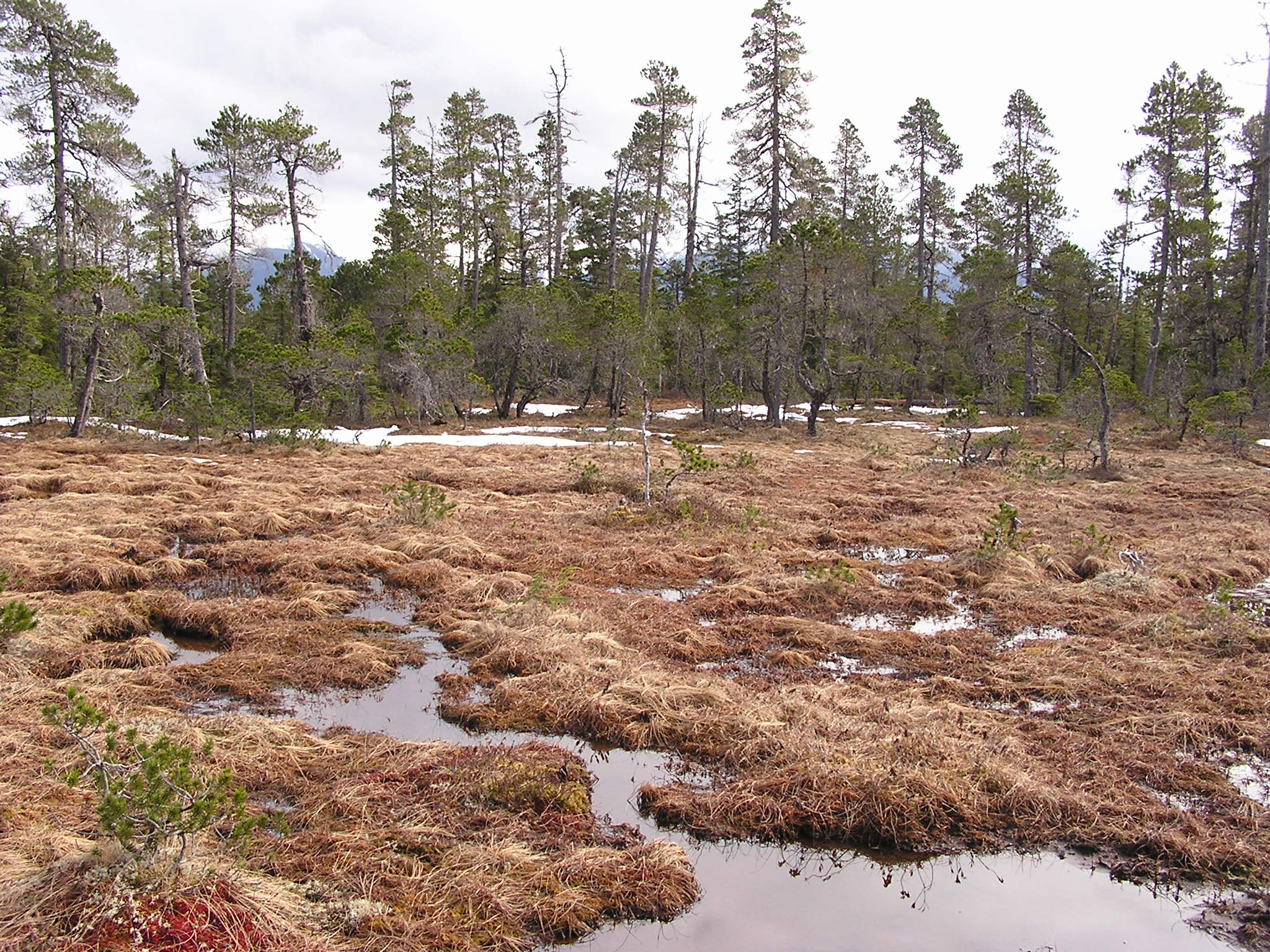
Muskeg Meadows
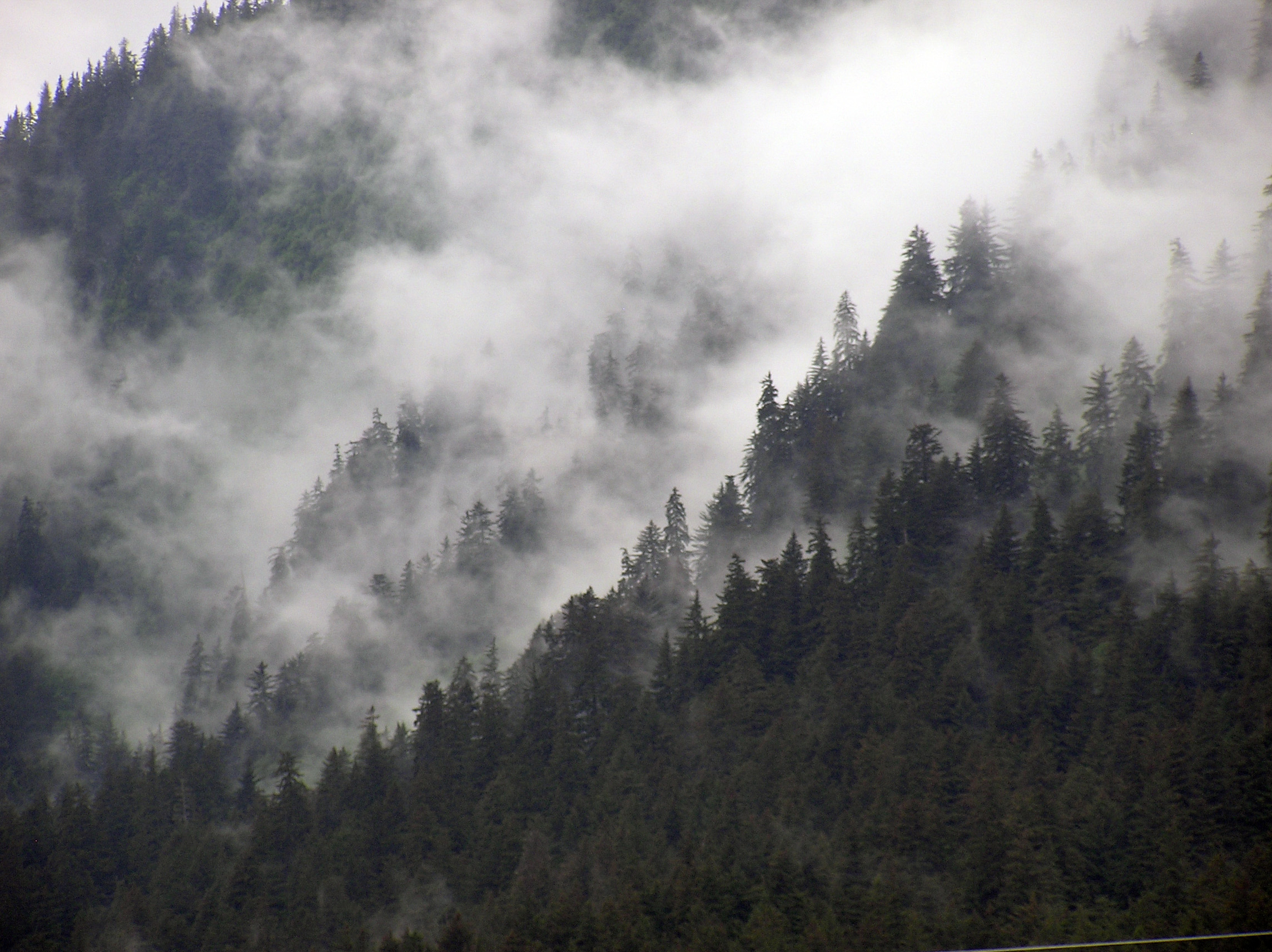
Forêt pluviale

## Faune
Des espèces protégées devenues rares ailleurs en Amérique du Nord habitent les milliers d’îles le long de la côte de l’Alaska. Cinq espèces de saumons, des ours bruns et noirs et des pygargues à tête blanche abondent dans toute la forêt. Les autres animaux terrestres comprennent les loups, les chèvres des montagnes Rocheuses, les corbeaux et les cerfs de Virginie sitka. De nombreux oiseaux migrateurs passent les mois d’été à nicher dans l’archipel, notamment la sterne arctique. Les orques et les baleines à bosse, les otaries, les phoques, les loutres de mer, les loutres de rivière et les marsouins nagent au large. La forêt abrite également des truites arc-en-ciel et des saumons. Le Tongass est également le seul endroit aux États-Unis où l’hermine haïda, une espèce rare et menacée de belette, peut être trouvée ; à part ici, le seul autre endroit sur Terre où on la trouve est l’archipel Haida Gwaii au Canada.

## Histoire
La réserve forestière de l’archipel Alexandre a été créée par Theodore Roosevelt dans une proclamation présidentielle du 20 août 1902. Une autre proclamation présidentielle faite par Roosevelt, le 10 septembre 1907, créa la forêt nationale de Tongass. Le 1ᵉʳ juillet 1908, les deux forêts ont été jointes et la zone forestière combinée englobait la majeure partie du sud-est de l’Alaska. D’autres proclamations présidentielles du 16 février 1909 (dans les derniers mois de l’administration Roosevelt) et du 10 juin, et en 1925 (par Calvin Coolidge) ont élargi la superficie du Tongass.

## Géographie humaine
70 000 personnes habitent encore la région. Trois peuples autochtones d'Alaska vivent dans le sud-est de l'Alaska : les Tlingits, les Haida, et les Tsimshian. Trente et une communautés sont localisées dans la forêt ; la plus vaste est Juneau, la capitale de l'Etat, qui abrite 32 000 habitants.